# Фарен (Германия)
Фарен (нем. Fahren) — община в Германии, в земле Шлезвиг-Гольштейн.
Входит в состав района Плён. Подчиняется управлению Пробстай. Население составляет 159 человек (на 31 декабря 2010 года). Занимает площадь 3,6 км².